# Korlátka
Korlátka (německy Burg Konradstein) je zřícenina hradu střežícího tzv. Českou cestu. Hrad pochází ze třináctého století a opuštěn byl v osmnáctém století. Dochoval se z něj střep válcové věže (na Slovensku ojedinělé), zbytky paláce a hradeb. Nejvíce zachována je hospodářská budova v předhradí. Hrad se nachází v Malých Karpatech v nadmořské výšce 455 metrů, nad obcí Cerová u části Rozbehy.

## Název
Další názvy: Korlátsky hrad, Korlátko, Korlátko, Cerovský zámek, Konrád kámen, Korlathkeu (1324), Korlathkw (1399), Kunradstayn, Koratowe Kameny (1443), Kunradi Lapide, Karlátkó, Konradstein

## Galerie

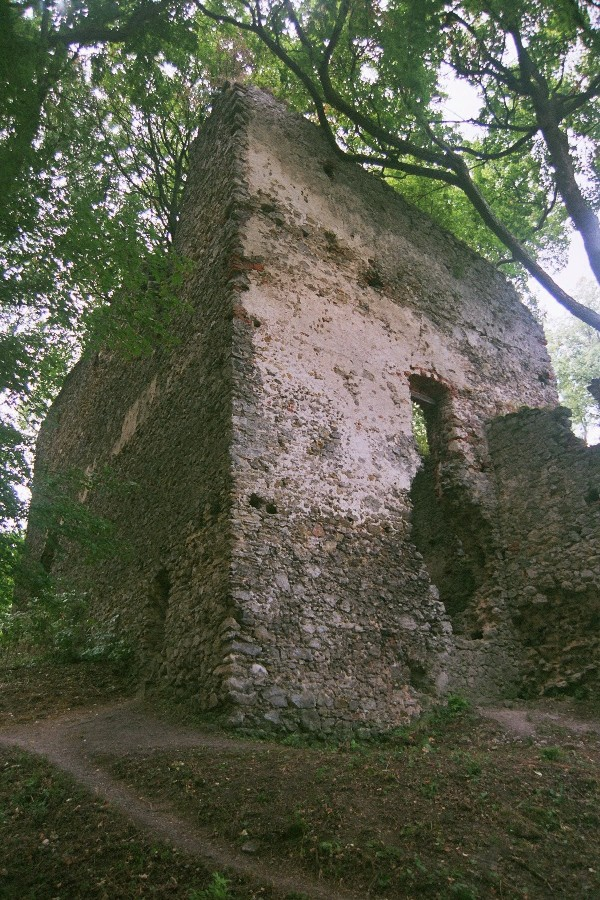
Hospodářská budova
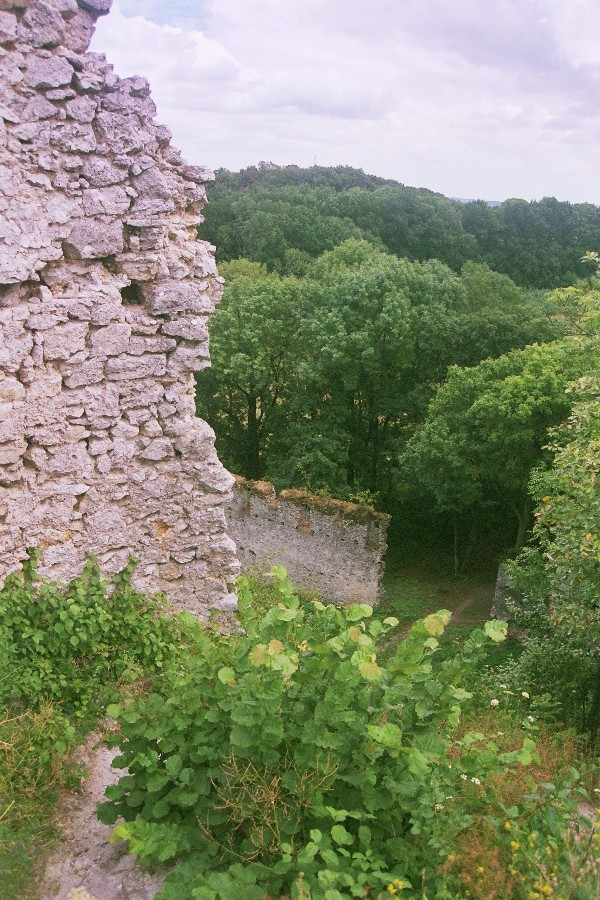
Výhled na hrad z hradní věže
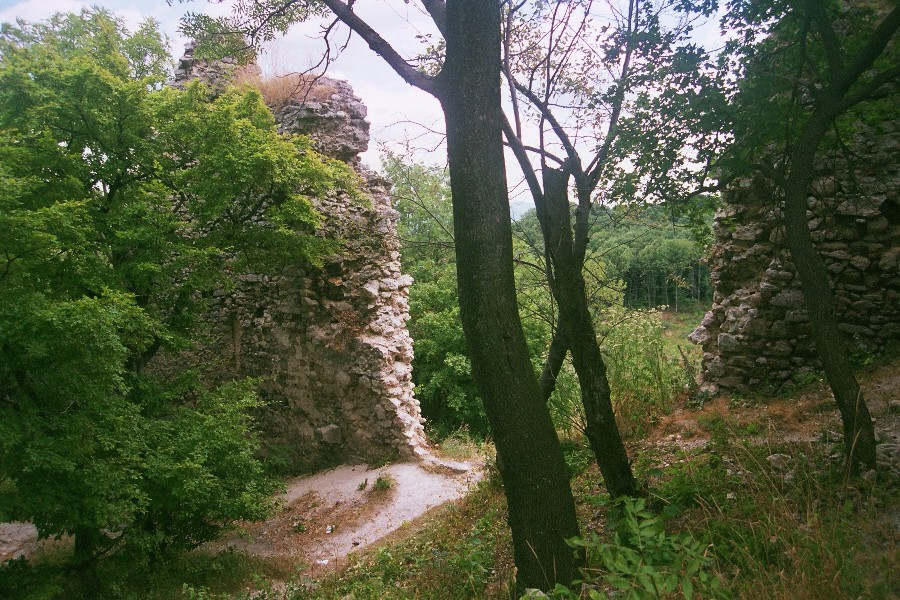
Zbytky vstupní brány do hradu
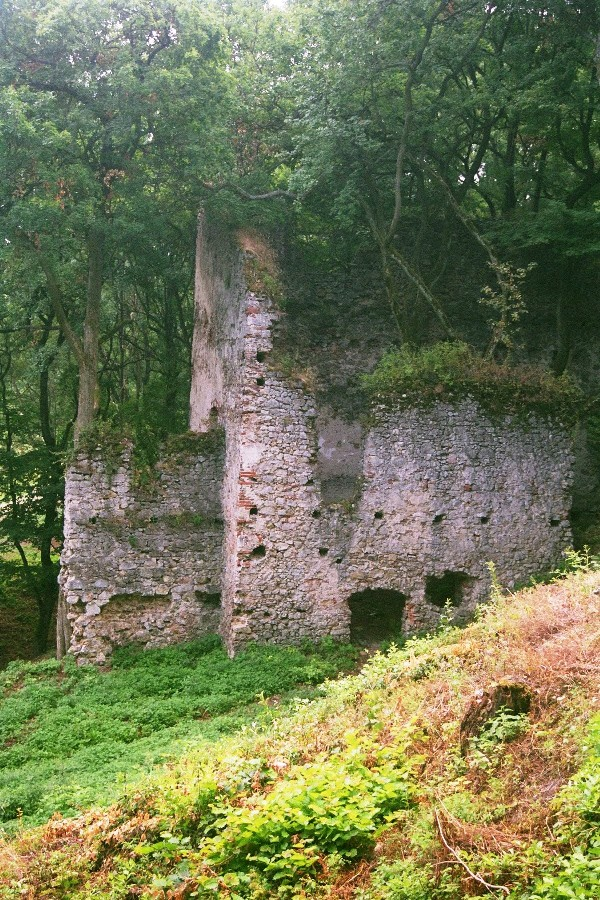
Pohled na hospodářskou budovu z nádvoří
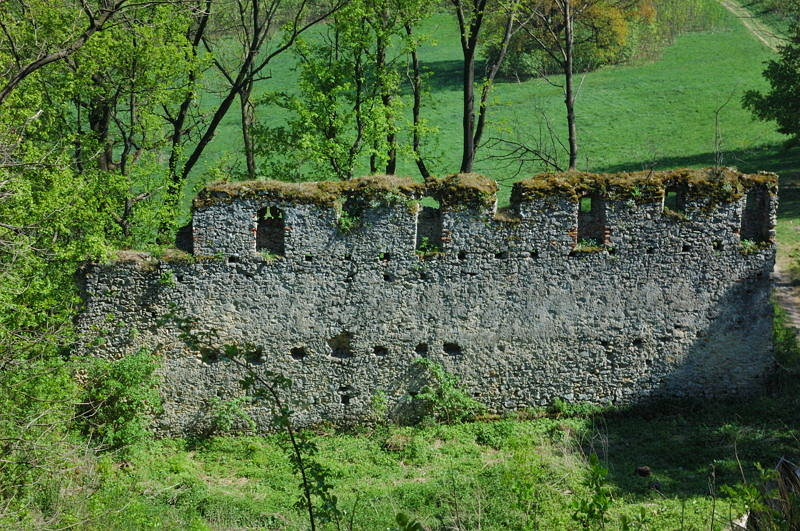
Část hradeb